# Rommelsheim
Rommelsheim liegt in der Gemeinde Nörvenich im Kreis Düren, Nordrhein-Westfalen.
Rommelsheim war bis zum 1. Januar 1969, als sich die bisherigen selbstständigen Gemeinden Binsfeld, Eggersheim, Eschweiler über Feld, Frauwüllesheim, Hochkirchen, Irresheim, Nörvenich, Oberbolheim, Poll und Rath bei Nörvenich zur neuen Gemeinde Nörvenich zusammenschlossen, ein Ortsteil von Binsfeld. Zu Rommelsheim gehören der Bahnhof Bubenheim an der Bördebahn, das Gut Bubenheim, die Burg Bubenheim (sie wurde im Juni 2002 Burg des Monats) und der Scheidtweilerhof, der auf den untergegangenen Weiler Scheidtweiler hinweist. Der Eigentümer des Scheidtweiler Hofes betreibt eine Ölmühle.
In den letzten Jahren wurde der kleine Ort durch das Bubenheimer Spieleland mit dem Maislabyrinth bekannt.
Mitten durch den Ort fließt der kleine Ellebach, der bei Kreuzau-Stockheim entspringt und bei Jülich in die Rur mündet.

## Schulwesen
Die erste Schule im Ort wurde Ostern 1888 eröffnet (früher dauerte ein Schuljahr von Ostern bis Ostern). Als erster Lehrer wird 1890 Heinrich Schaßmann genannt, der bis 1898 blieb. Ihm folgte Lehrer Bonn. Zum 1. Januar 1903 kam Lehrer Hermann Katz. Friedrich Schmitz war am 1. Oktober 1906 bereits im Dienst und blieb bis zum 16. Februar 1907. Franz Drechsler war vom 16. Februar 1907 vermutlich bis zum 1. April 1914 sein Nachfolger. Danach kam Wilhelm Eden, der später promovierte. Er blieb bis zum 1. April 1934, unterbrochen von seinem Kriegsdienst, vom 2. August 1914 bis 1918. In dieser Zeit des Ersten Weltkriegs wurde Eiden vertreten von Heinrich Kirchgen aus Binsfeld (August 1914 bis ?), Anna Piret (1. Mai 1917 bis ?), Josephine Engels (1. Juli 1918 bis ?). Wilhelm Eiden wurde 1923 durch die Besatzungsmacht ausgewiesen. Dadurch wurde er vom 17. September 1918 bis zum 15. August 1924 durch Werner Schiffer vertreten. August Schiffer vertrat den erkrankten Dr. Eiden vom 14. April 1928 bis zum 15. Mai 1929. Daniel Berg folgte zum 1. August 1929, dem wiederum vom 1. April 1930 bis zum 20. Juni 1931 Lehrer Peter Engels folgte. Erich Witt unterrichtete vom 15. Juni 1931 bis zum 31. März 1932. Ihm folgten Christe Gaspers (1. April 1932 bis 28. Februar 1934), Maria Erbel (1. März 1934 bis 31. März 1934). Anton Sieben kam am 1. April 1934 und ging Ostern 1948 in den Ruhestand. Maria Wallmeyer war als Lehrerin vom 1. April 1934 angestellt und Margot von Eyß lehrte vom 1. April 1935 an. Gertrud Esser war zur gleichen Zeit in der katholischen Volksschule tätig. Nach dem Zweiten Weltkrieg unterrichtete vom 1. Oktober 1948 Franziska Sieben. Erwin Quester, der spätere Rektor der Grundschule Eschweiler über Feld, war vom 1. November 1951 bis 1972 Lehrer in Rommelsheim. In dieser Zeit unterrichteten dort Hildegard Mahlberg vom April 1963 bis zum August 1972. Josef Claßen war nur kurze Zeit tätig, von 1967 bis zum 30. November 1968. Christa Weber unterrichtete vom 1. Februar 1970 bis zum 1. August 1970 und vom 1. August 1971 bis zum 1. August 1976.
1973 wurde die katholische Volksschule Rommelsheim aufgelöst. Das Gebäude wurde bis 1976 als Zweigstelle der Grundschule Eschweiler über Feld genutzt. Danach war in der neuen Schule jahrelang der Werkstufe der Förderschule der Christophorus-Schule aus Düren untergebracht. Die alte Schule diente zeitweise als Obdachlosenunterkunft. Heute befinden sich beide Schulgebäude im Privatbesitz.

## Einwohnerentwicklung des Ortsteiles
| Bevölkerungsentwicklung |               |  |      |               |  |      |               |
| Jahr                    | Einwohnerzahl |  | Jahr | Einwohnerzahl |  | Jahr | Einwohnerzahl |
| 1975                    | 469           |  | 1985 | 461           |  | 1995 | 516           |
| 2005                    | 544           |  | 2010 | 520           |  | 2015 | 496           |

(Der Ort gehörte bis 1969 als Ortsteil zu Binsfeld)

## Verkehr

### Schienenverkehr

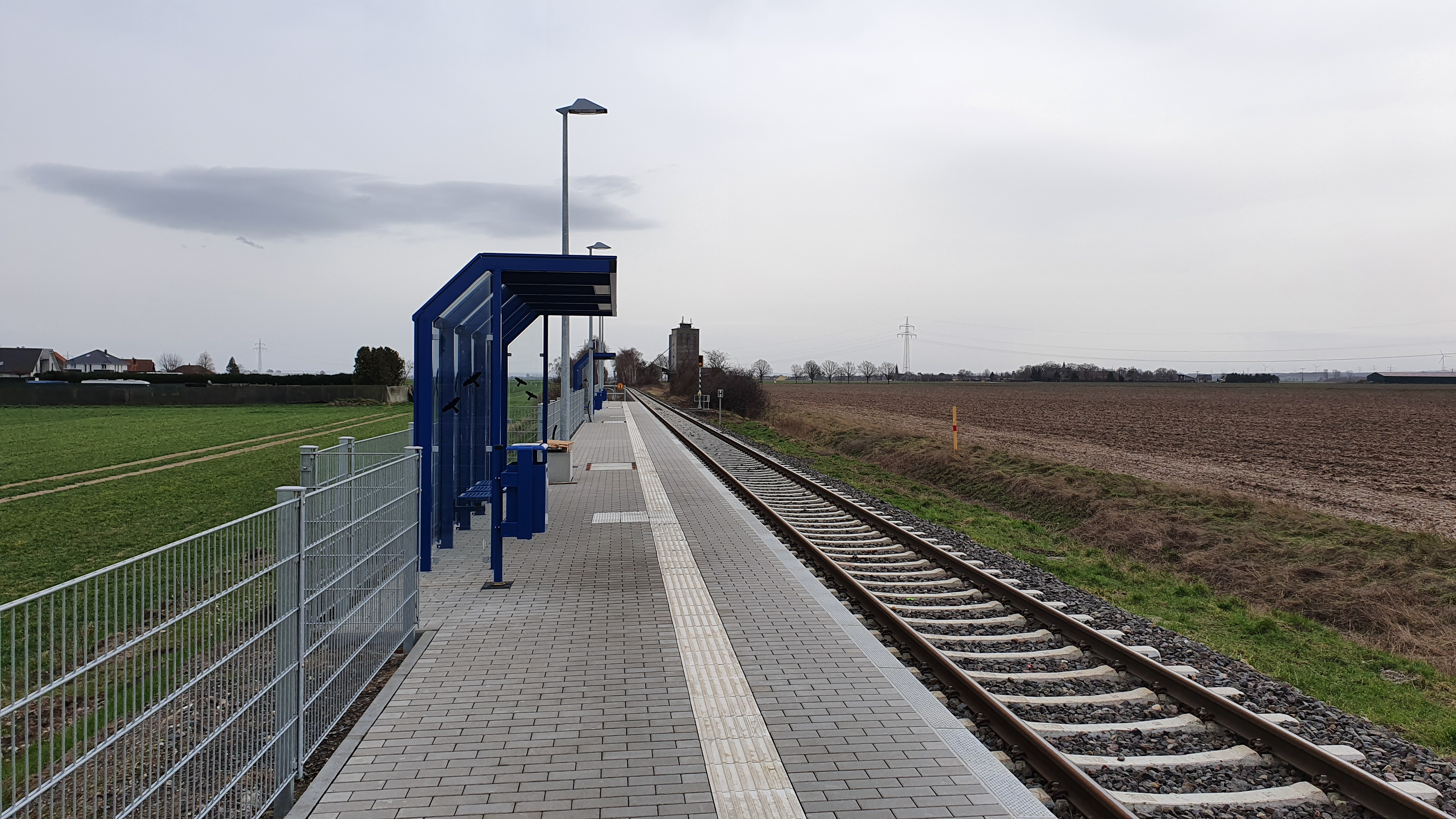
Haltepunkt Nörvenich-Rommelsheim

Leicht außerhalb der Siedlung liegt der Haltepunkt Nörvenich-Rommelsheim an der Bördebahn. An diesem halten seit Dezember 2019 täglich Züge der RB 28.
| Linie | Linienverlauf | Takt   |
| ----- | --- | ------ |
| RB 28 | Eifel-Bördebahn: Euskirchen – Nemmenich – Zülpich – Vettweiß – Vettweiß-Jakobwüllesheim – Nörvenich-Rommelsheim – Nörvenich-Binsfeld – Düren Stand: Fahrplanwechsel Dezember 2022 | 60 min |

### Bahnhof Bubenheim
Außerhalb der Honschaft liegt der ehemalige Bahnhof Bubenheim. In den 1970er Jahren wurden die Panzer aus der Panzerkaserne in Düren (heute Automeile) hier über transportable Rampen auf Eisenbahnwaggons verladen und beispielsweise zu Manövern gebracht. Dadurch wurden die Fahrten durch die Innenstadt zur betonierten Verladerampe am Bahnhof Düren überflüssig. Man vermied so große Verkehrsbehinderungen durch die Panzerkolonnen.
Das Empfangsgebäude wird seit 1982 nicht mehr benutzt. Bis vor wenigen Jahren war das Obergeschoss im Bahnhof noch als Wohnung vermietet. Das Gebäude wurde an die Buir-Bliesheimer Agrargenossenschaft verkauft und später (2014) abgerissen.

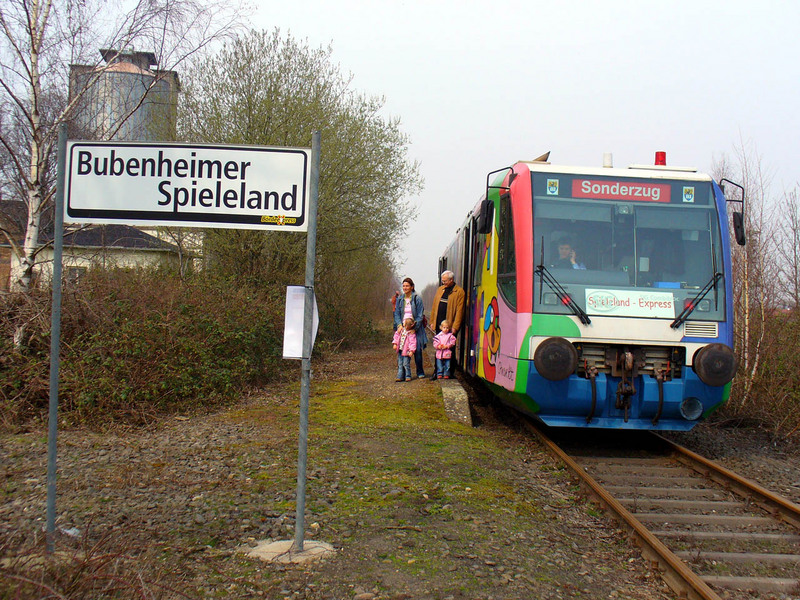
Sonderzug am Hp Bubenheim – 2007

Neben dem ehemaligen Bahnhof lag der Haltepunkt Bubenheimer Spieleland. Von 2010 bis 2019 hielten hier Personenzüge der Bördebahn.

### Busverkehr
Im Busverkehr wird der Ort von Rurtalbus mit den AVV-Linien 228, 230 und 298 bedient. Bis zum 31. Dezember 2019 wurde der ÖPNV vom BVR Busverkehr Rheinland erbracht.
| Linie | Verlauf |
| ----- | --- |
| 228   | Binsfeld – Rommelsheim – Frauwüllesheim – Irresheim – Hochkirchen – Nörvenich Alter Bf |
| 230   | Düren Bf/ZOB – StadtCenter – Gneisenaustraße – Binsfeld (→ Rommelsheim) – Frauwüllesheim – Isweiler – Kelz – (Vettweiß –) Gladbach – Poll – Dorweiler – Pingsheim |
| 298   | Düren Bf/ZOB – StadtCenter – Gneisenaustraße – Binsfeld – Rommelsheim – Bubenheim – Jakobwüllesheim – Vettweiß – Froitzheim – (Ginnick ← Embken ← Juntersdorf ←) Füssenich – Geich – Zülpich Post – (Zülpich Bf –) Zülpich Frankengraben – (Adenauerpl./Schulzentr. –) (Nemmenich –) Ülpenich – (Enzen –) Dürscheven – Elsig – Euenheim – Euskirchen Berufskolleg – Euskirchen Bf |

## Baudenkmäler
- Wegekreuz Bubenheim
- Burg Bubenheim
- Memorienkreuz
- Wegekreuz L 327

## Bodendenkmäler
- Wall Burg Bubenheim

## Galerie

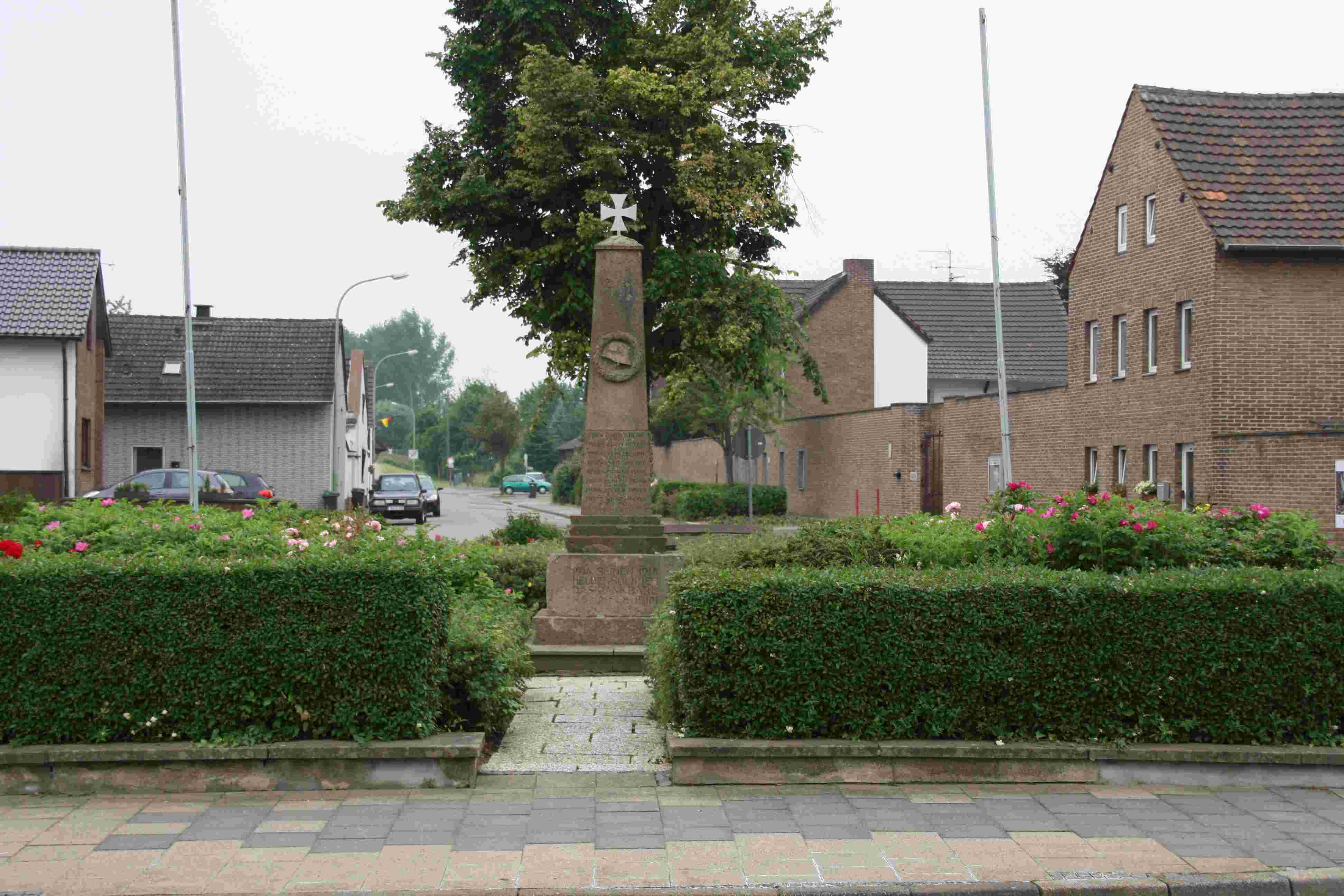
Das Ehrenmal
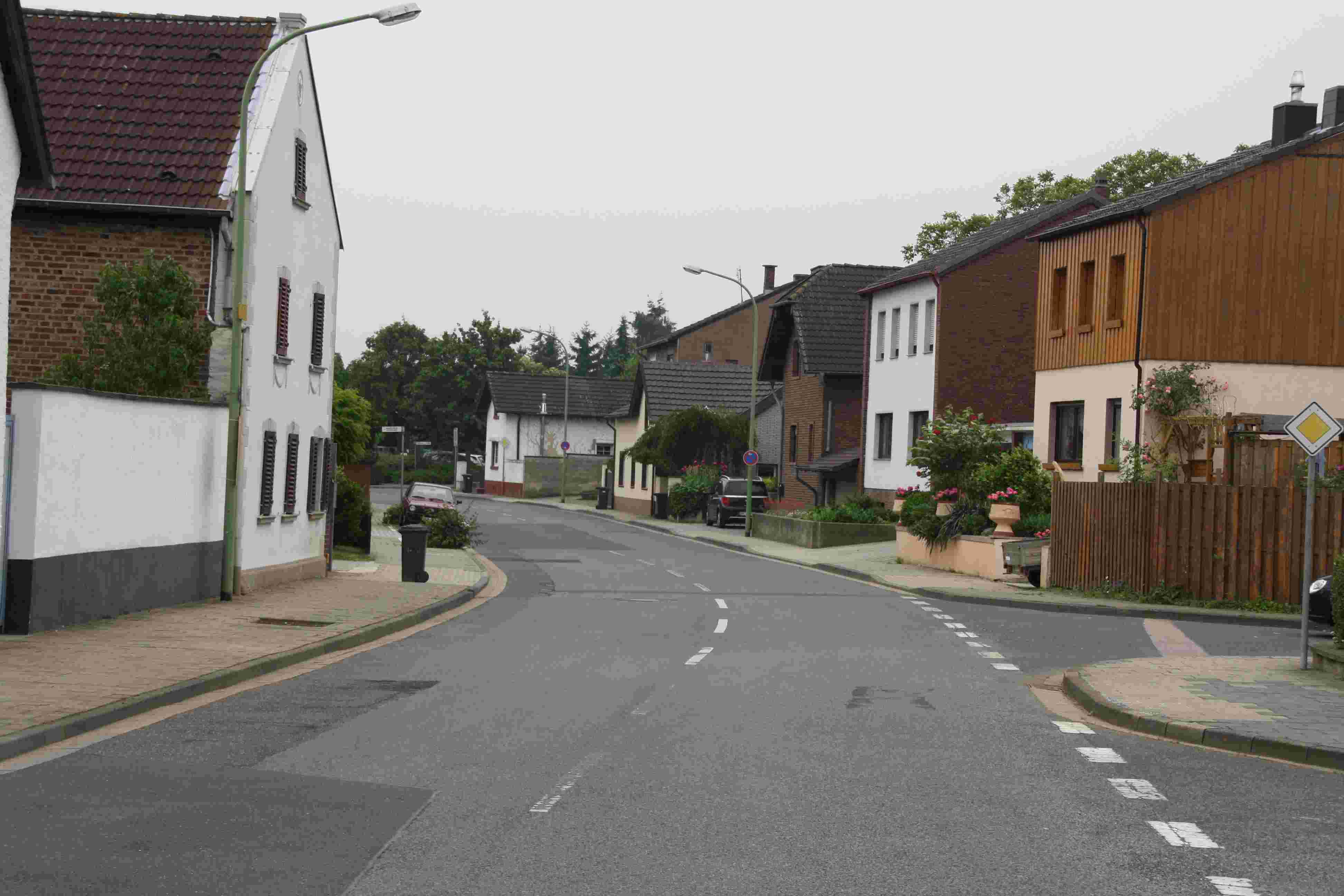
Die Römerstraße Ecke Ellbachstraße
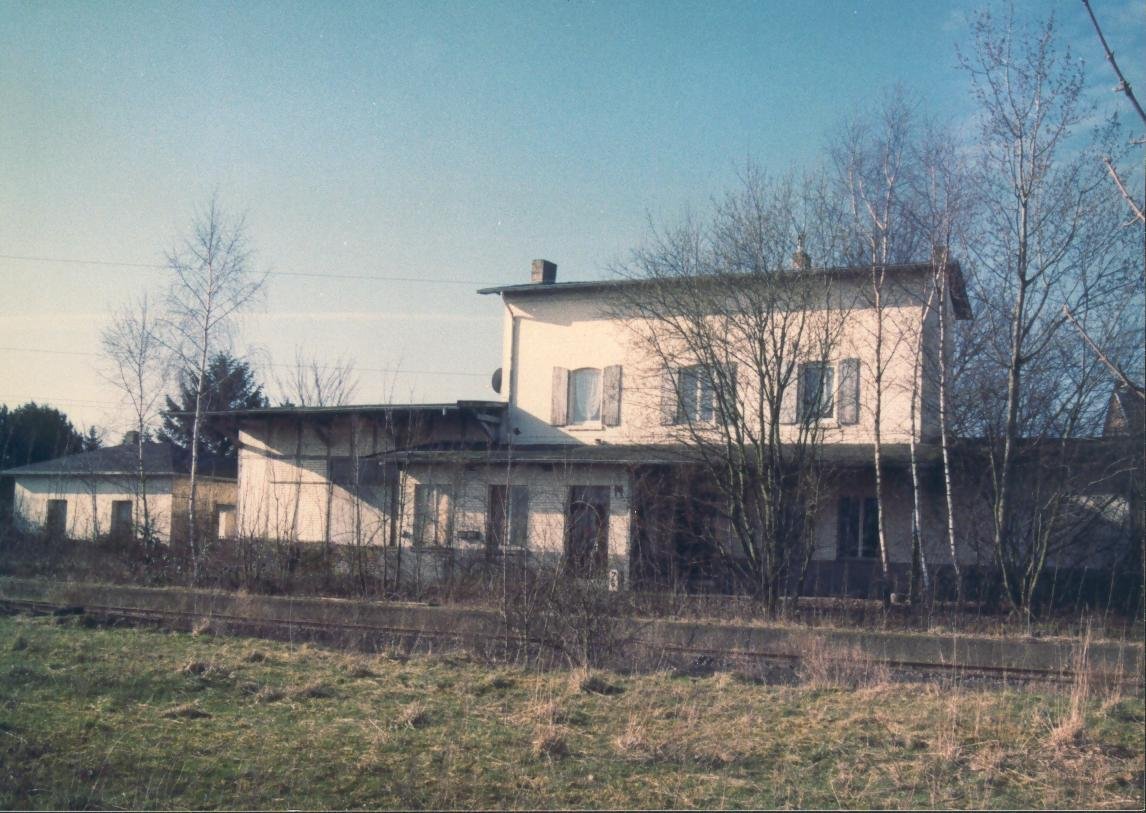
Bahnhof Bubenheim im April 1999
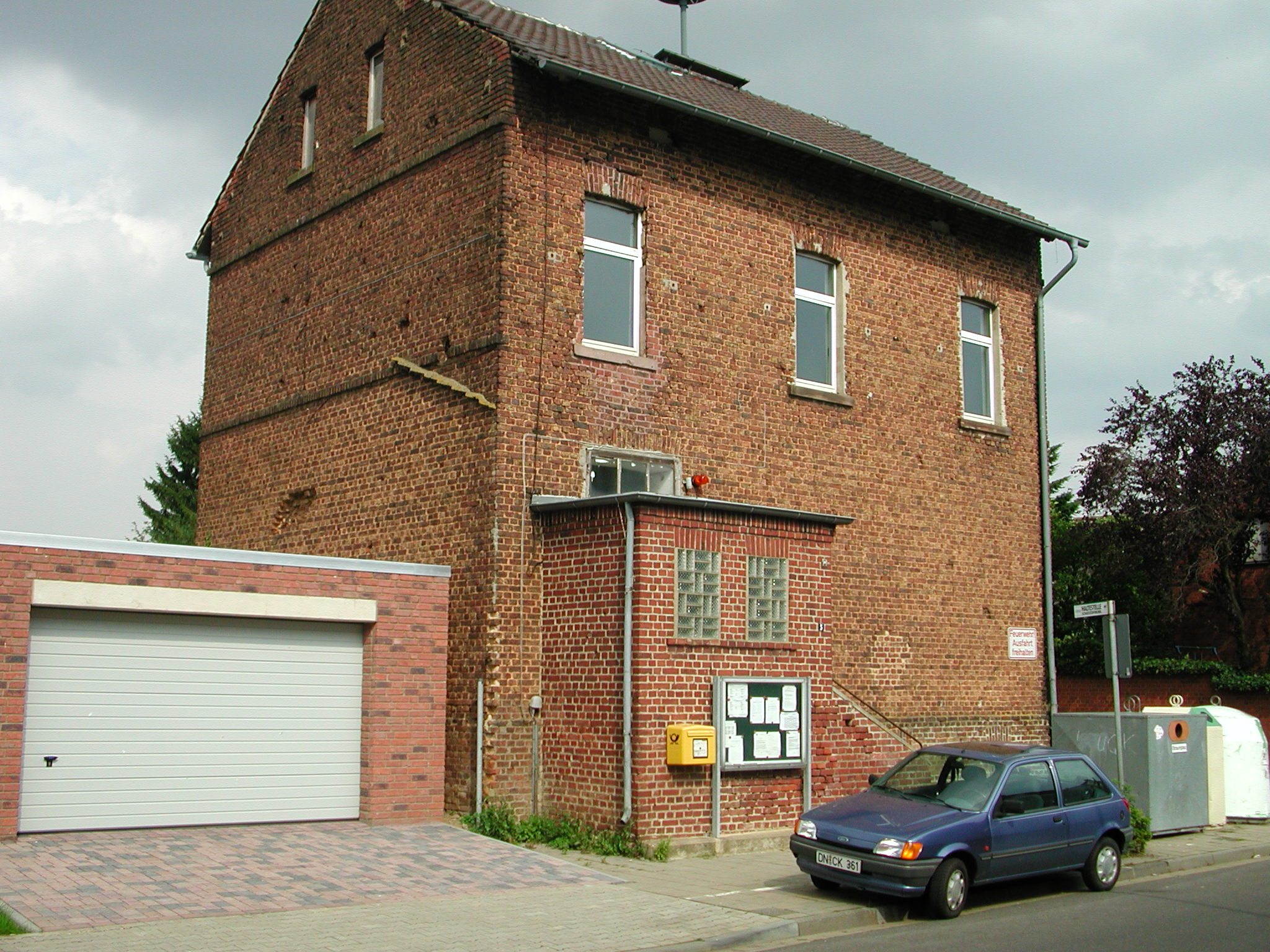
Alte Schule im März 2004
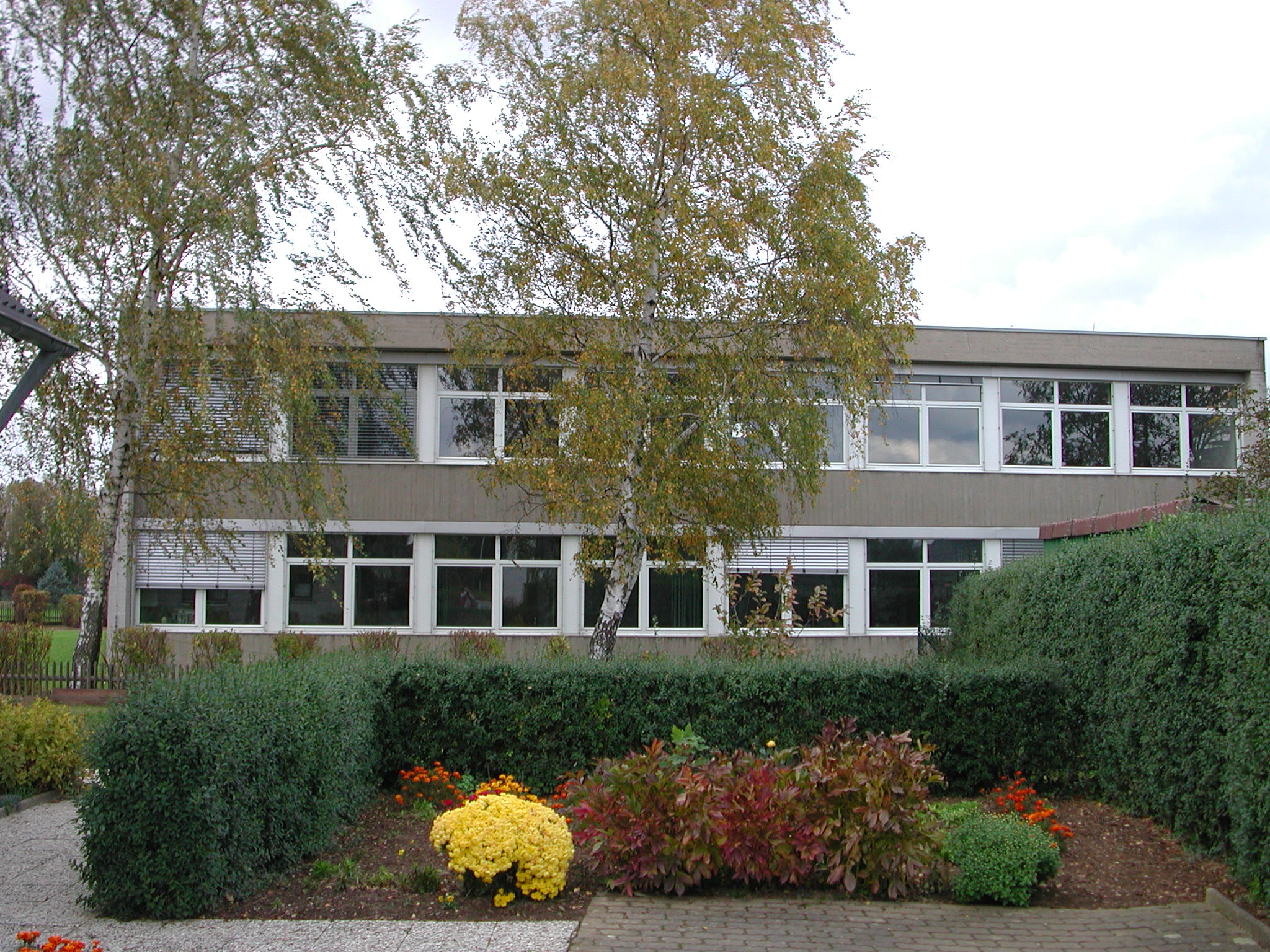
Neue Schule im März 2004